# Чивидале дел Фријули
Чивидале дел Фријули (итал. Cividale del Friuli) је насеље у Италији у округу Удине, региону Фурланија-Јулијска крајина.
Према процени из 2011. године у насељу је живело 9290 становника. Насеље се налази на надморској висини од 122 м.

## Становништво
Према резултатима пописа становништва 2011. године у општини је живело 11.378 становника.
| 1936.  | 1951.  | 1961.  | 1971.  | 1981.  | 1991.  | 2001.  | 2011.  |
| ------ | ------ | ------ | ------ | ------ | ------ | ------ | ------ |
| 10.424 | 11.445 | 10.799 | 11.041 | 11.311 | 11.215 | 11.373 | 11.378 |